# パリユーシャナ
パリユーシャナ（サンスクリット: पर्यूषण paryūṣaṇa、プラークリット: pajjusana）は、ジャイナ教の宗教行事のひとつで、在家信徒にとって1年でもっとも重要な宗教儀礼である。雨期の終わりにあたるグレゴリオ暦の8-9月に行われる。

## 概要
パリユーシャナの期間は8日ないし10日である。この期間に在家信徒は断食または節食を行う。また期間の終わり近くに罪を告白し(pratikramaṇa)、許しを求める。
最終日はサンヴァットサーリー(saṃvatsārī)と呼ばれ、1年でもっとも清らかな日とされる。この日にはすべての生き物を許し、逆にすべての生き物が自分を許すように願う。
シュヴェーターンバラ派（白衣派）とディガンバラ派（空衣派）の双方で行われるが、日付が異なり、シュヴェーターンバラ派の8日間のパリユーシャナが終わった次の日にディガンバラ派の10日間のパリユーシャナがはじまる。

## シュヴェーターンバラ派
シュヴェーターンバラ派のパリユーシャナは8日間であり、最終日はヒンドゥー暦のバードラパダ月の白分第4日にあたる。『カルパ・スートラ』と『カーラカ物語』を唱える。

## ディガンバラ派
ディガンバラ派のパリユーシャナは10日間であり、シュヴェーターンバラ派のパリユーシャナが終わった翌日にはじまる。在家の宗教生活における10の徳目についてムニが1日ごとに説法する。